# Ihar Lisitsa
Ihar Anatolevich Lisitsa (tiếng Belarus: Игар Анатолевіч Лісіца; tiếng Nga: Игорь Лисица (Igor Lisitsa); sinh 10 tháng 4 năm 1988) là một cầu thủ bóng đá Belarus hiện tại thi đấu cho Naftan Novopolotsk.